# Trachycephalus macrotis
Trachycephalus macrotis es una especie de anfibio anuro de la familia Hylidae.
Esta especie se encuentra en Ecuador y Perú. Ha sido vista entre 225 y 925 metros sobre el nivel del mar.
La rana adulta macho mide 7.0 a 9.2 cm de largo y la hembra 9.4 to 11.9 cm.  Tiene piel de color bronce con manchas café.  Tiene discos en sus dedos del pie para subir.
Esta rana reproduce explosivamente durante la  estación lluviosa.